# Bombardement d'Osaka

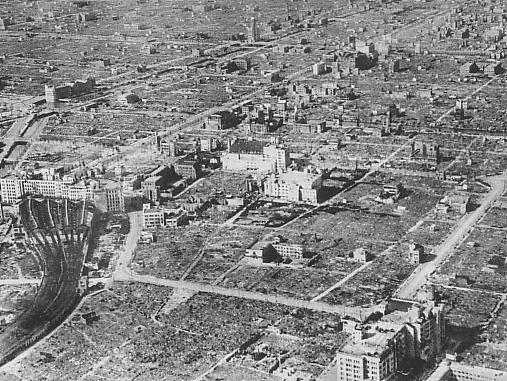
Osaka après le bombardement

Le bombardement d'Osaka au Japon au cours de la Seconde Guerre mondiale a lieu à partir du milieu de la nuit du 13 mars 1945, jusqu'à tôt le lendemain matin. Il y a aussi des raids de bombardement les 1er, 6, 7, 15, 26 juin, les 10, 24 juillet et le 14 août, dernier jour de la guerre. Plus de 10 000 civils auraient été tués dans ces bombardements.

## Importance
Osaka est la deuxième plus grande ville du Japon, avec une population de 3 252 340 habitants en 1940. C'est traditionnellement la plus importante concentration industrielle dans l'Extrême-Orient. Osaka est l'un des principaux centres de l'industrie lourde, réputé pour sa construction navale, le fer, l'acier, le matériel roulant, ainsi que les entreprises de métaux non ferreux (notamment le cuivre et l'aluminium). Par ailleurs, sa production d'hélices et de gouvernes d'avions est exceptionnelle, les munitions, les textiles, les aciers spéciaux, les câbles, les équipements électriques, les produits chimiques, outils, machines et machines-outils, en particulier les roulements. La ville est également un centre de transport, et au troisième rang en tant que port. Beaucoup de travaux ont été réalisés pour développer son port naturellement peu profond. C'est enfin le centre d'un vaste réseau de chemins de fer.

## Premier raid aérien - 13-14 mars 1945
Le premier raid aérien sur Osaka dure environ trois heures et demie de 23h57 le 13 mars 1945 à 03:25. Un total de 274 bombardiers lourds B-29 attaquent Osaka. Dans un premier temps, 43 bombardiers de la 314th Air Division (en) décollent de l'île de Guam. C'est un raid nocturne de faible intensité, à une altitude d'environ 2 000 m visant les logements civils. L'éclaireur largue des bombes au napalm sur une cible dans l'arrondissement de Minato-ku et déclenche un incendie. Les bombardiers suivants larguent des bombes incendiaires à fragmentation autour du premier point. Puis, 107 bombardiers de la 313th Air Division (en) arrivent de Tinian et attaquent l'arrondissement de Naniwa-ku. Finalement, 124 bombardiers de la 73rd Bombardment Wing en provenance de Saipan arrivent et attaquent les arrondissements de Kita-ku et de Nishi-ku. Ce raid occasionne 3 987 morts et 678 disparus.

### Résultats

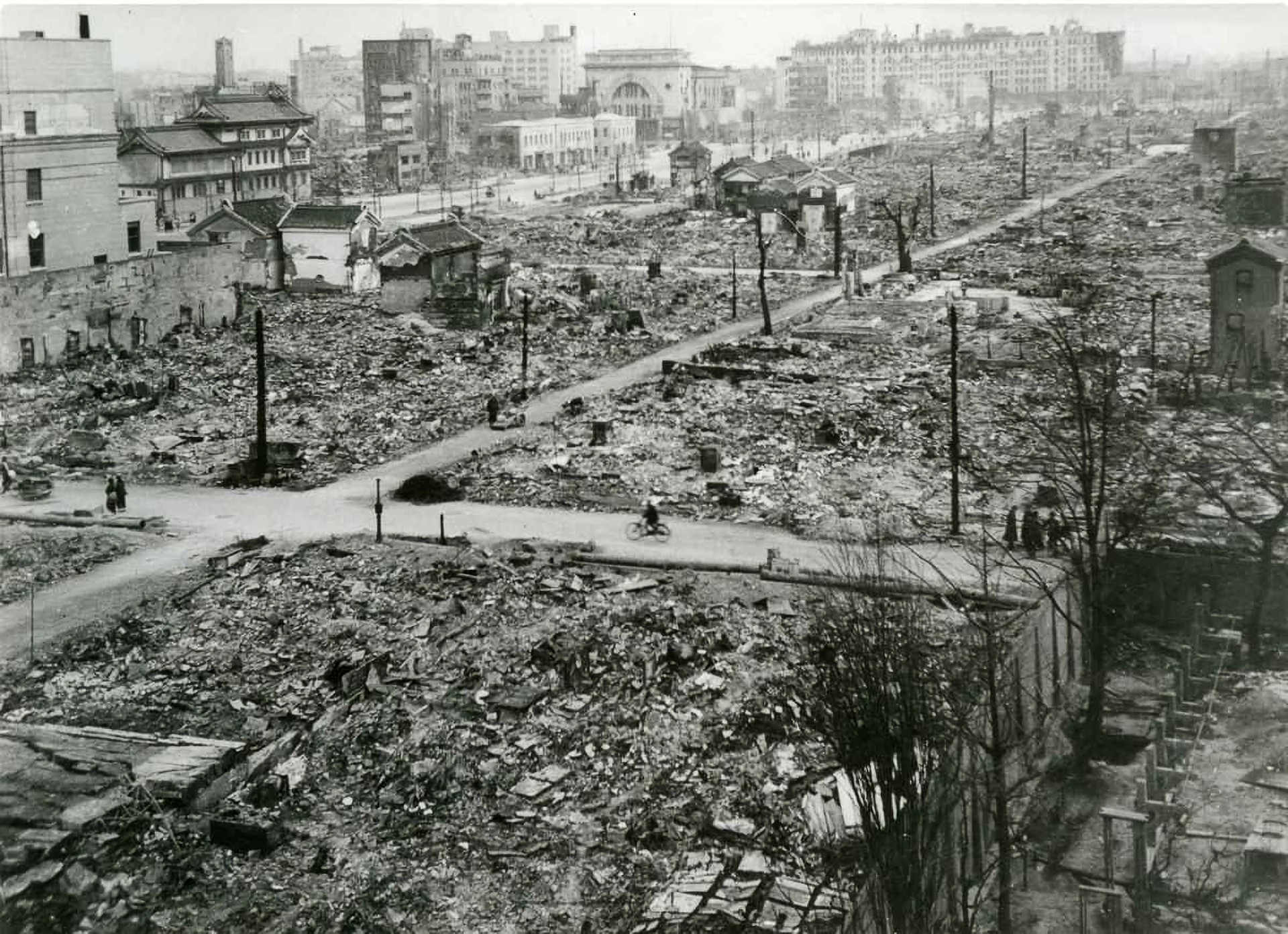
Près de Shinsaibashi après les raids aériens d'Osaka.

274 avions larguent un total de 1 733 t de bombes sur la cible principale (zone urbaine d'Osaka). Un B-29 bombarde une cible inconnue et un autre bombarde Chichi-jima. Cinq B-29 bombardent Ujiyamada, Kobe, Shirama et Kushimoto. La destruction de la ville d'Osaka est presque entièrement concentrée dans une zone au sud-ouest du château d'Osaka. Le total des dommages s'élève à environ 21 km2 détruits. Treize cibles numérotées ont subi des dommages. Deux avions américains sont perdus. L'un à cause d'un accident, et l'autre pour une raison inconnue. Les États-Unis ne subissent aucune perte parmi les membres d'équipage au cours de cette mission. L'avion perdu dans un accident s'écrase et prend feu au moment du décollage, mais tous les membres de l'équipage s'échappent.
500.000 personnes sont victimes des bombardements; environ 4.000 en meurent.

## Second raid aérien -1erjuin 1945

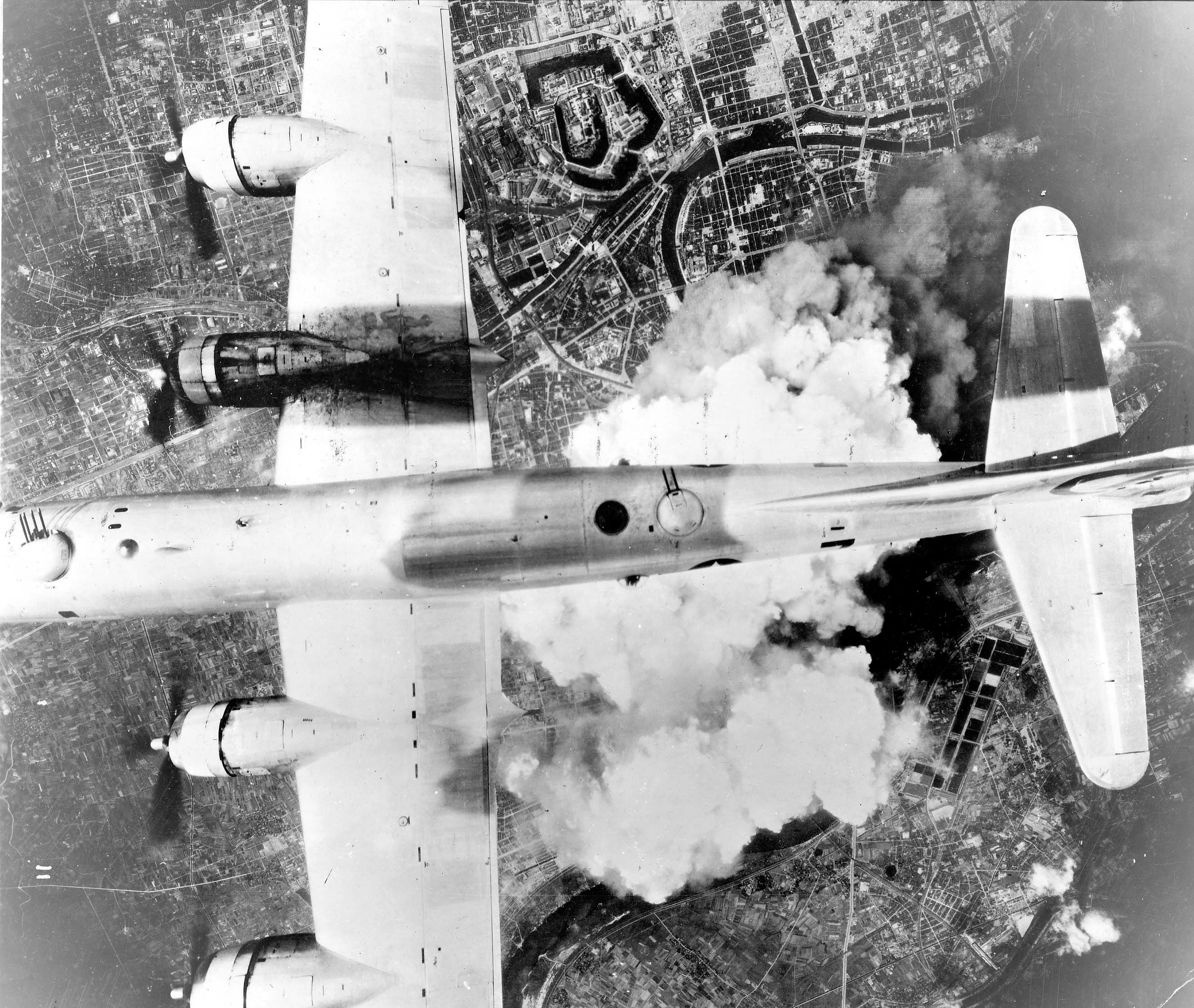
Un B-29 au-dessus d'Osaka le 1 juin 1945

D’après Hideki Yukawa, les incendies d'Osaka causés par le bombardement étaient visibles depuis Kyoto.

## Dernier raid aérien - 14 août 1945

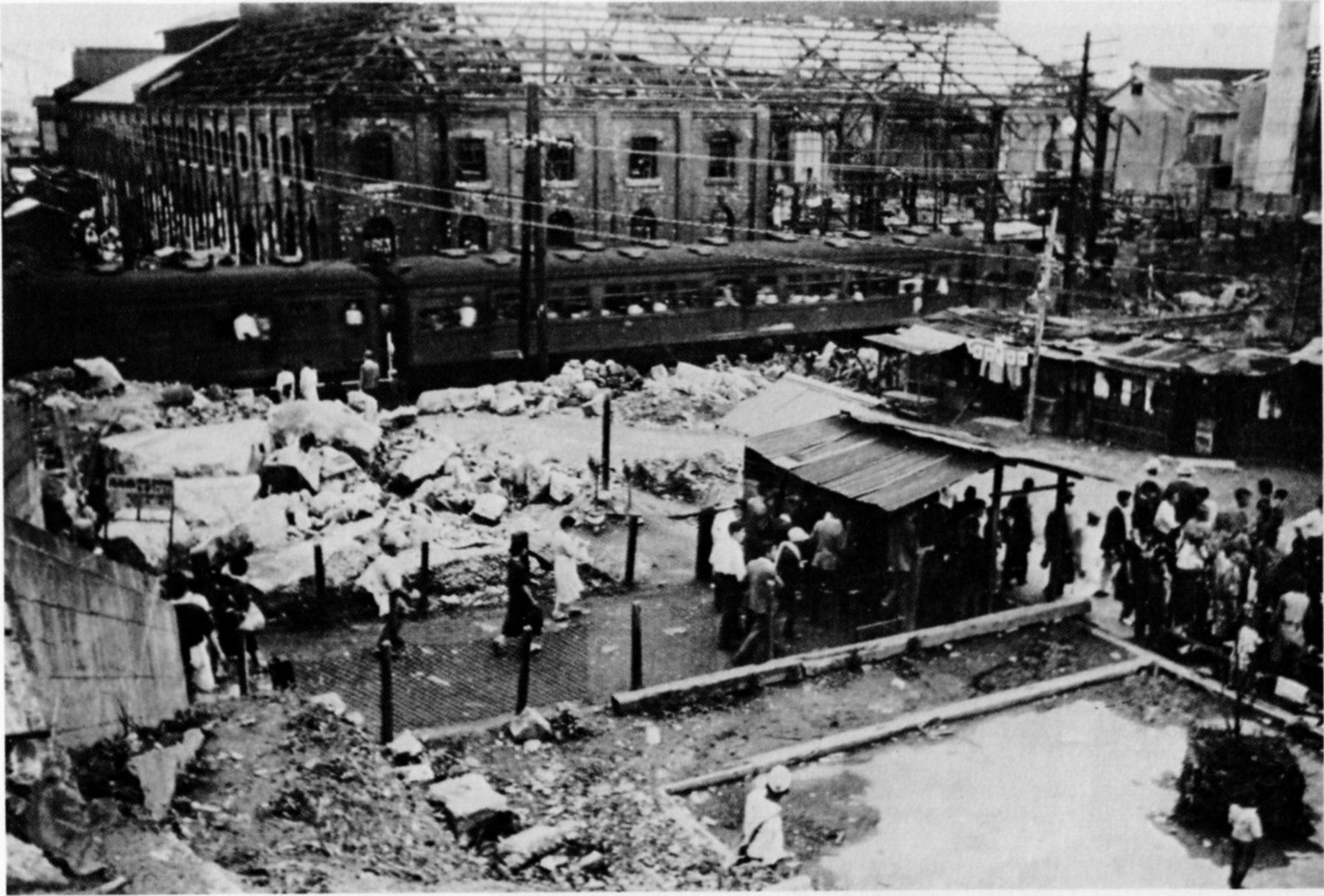
Gare de Kyōbashi en juin 1946 (dix mois après le raid)

Le huitième raid est effectué le 14 août 1945, veille de la fin de la guerre. Environ 150 B-29 font une descente sur Osaka. Ils larguent environ 700 bombes d'une tonne, en ciblant les usines de l'armée japonaise dans l'est d'Osaka. Quatre unités de bombes d'1 tonne sont également larguées sur la gare de Kyōbashi des Japanese National Railways à 13h, ce qui entraîne des dommages importants à la gare remplie de civils. Ce raid aérien est également appelé « raid de bombardement de la gare de Kyōbashi ».
Deux trains venaient d'arriver à la gare quand les bombes sont larguées. Le nombre des victimes du raid aérien se monte à plus de 210 civils morts identifiés et plus de 500 non identifiés.

### Liste des victimes des bombardements de 1945
En 2002, la préfecture d'Osaka a demandé au musée Peace Osaka de rédiger une liste des victimes des bombardements. Sur les 15.000 victimes estimées par la police d'Osaka en 1945, il a été possible de retrouver les noms de 9.117 personnes décédées. À l'exception de 48 personnes pour lesquelles l'anonymat a été requis, les données sont disponibles dans le musée et les noms gravés sur un monument dans sa cour d’entrée.

## Autres bombardements près d'Osaka
- Bombardements de Kobe
- Bombardement de Nagoya